# Somewhere to elsewhere
Somewehere to elsewhere is het veertiende studioalbum van Kansas. Het betekende een muzikale reünie tussen Steve Walsh en Kerry Livgren, de leiders van Kansas in hun succesperiode in de jaren 70. Na verloop werd bekend, dat de beide heren elkaar in de geluidsstudio nooit hebben getroffen; Walsh zong zijn zangpartijen thuis in. De reünie was ook niet van lange duur want Walsh was al bezig met zijn soloproject Glossolaia. Dit is terug te vinden in de situatie dat Walsh alleen nog de zangpartijen deed, normaliter was hij ook de belangrijkste toetsenist. Hij schreef voorts niet mee in de muziek. De hernieuwde invloed van Livgren liet zich ook terugvinden in de muziekstijl, een combinatie van progressieve rock en hardrock met langere liedjes. Het album betekende ook een kortstondige terugkeer van bassist Dave Hope (ook uit de succesperiode en daarna musicerend bij Livgren). Opnamen vonden op initiatief van Livgren plaats bij GrandyZine Recording CO, te Berryton (Kansas); hij had de overige leden al eerder gepolst met nieuwe muziek. 
Een notering in de Amerikaanse albumlijst Billboard 200 zat er ook dit keer niet in. Somewhere to elsewhere betekende voor een periode van zestien jaar een stop op nieuwe muziek bij Kansas. Livgren vertrok na het album alweer snel en Walsh, teleurgesteld over de matige verkoop van zijn eigen albums had geen zin meer in componeren; hij zou de band in 2014 verlaten.

## Musici
- Steve Walsh – zang
- Kerry Livgren – gitaren, toetsinstrumenten, zang (track 11, normaliter zong Livgren niet bij Kansas)
- Robby Steinhardt – viool, altviool, zang
- Rich Williams – gitaren
- Billy Greer – basgitaar, zang
- Dave Hope – basgitaar (tracks 2 en 6)
- Phil Ehart – drumstel

Met Jake Livgren, Jessica Livgren, Not Man Big Men (koor)

## Muziek
Alle muziek en tekst door Kerry Livgren

| Nr. | Titel                                            | Duur |
| --- | ------------------------------------------------ | ---- |
| 1.  | Icarus II (zang: Walsh)                          | 7:17 |
| 2.  | When the world was young (zang: Walsh)           | 5:50 |
| 3.  | Grand Fun Alley (zang: Steinhardt)               | 4:38 |
| 4.  | The coming dawn (Thanatopsis) (zang:Walsh)       | 5:44 |
| 5.  | Myriad (zang:Walsh)                              | 8:55 |
| 6.  | Look at the time (zang:Greer)                    | 5:37 |
| 7.  | Disappearing skin tight blues (zang: Steinhardt) | 7:02 |
| 8.  | Distant vision (zang:Walsh, Steinhardt)          | 8:48 |
| 9.  | Byzantium (zang:Walsh)                           | 4:15 |
| 10. | Geodesic dome (zang: Livgren)                    | 1:24 |

Het album is opgedragen aan Amerikaanse soldaten die gevochten hebben tijdens de Tweede Wereldoorlog; een deel van de opbrengsten kwam ten goede aan een stichting voor die soldaten.